# Ciutat de Barcelona 1993
Il Ciutat de Barcelona 1993 è stato un torneo di tennis facente parte della categoria ATP Challenger Series nell'ambito dell'ATP Challenger Series 1993. Il torneo si è giocato a Barcellona in Spagna dal 12 al 18 aprile 1993 su campi in terra rossa.

## Vincitori

### Singolare
Jonas Svensson ha battuto in finale  Federico Sánchez con il punteggio di 6–4, 7–5

### Doppio
Jordi Burillo /  Sergio Casal hanno battuto in finale  Maurice Ruah /  Mario Tabares con il punteggio di 6–2, 4–6, 6–1